# Beech Mountain
Pour l’article homonyme, voir Beech Mountain Lookout Tower.
Beech Mountain est une ville des États-Unis située dans le comté d'Avery et de Watauga, en Caroline du Nord. Lors du recensement de 2010, sa population était de 320 habitants.

## Démographie
| 1990 | 2000 | 2010 | - | - | - |
| ---- | ---- | ---- | - | - | - |
| 239  | 310  | 320  | - | - | - |

## Source de la traduction
- (en) Cet article est partiellement ou en totalité issu de l’article de Wikipédia en anglais intitulé « Beech Mountain, North Carolina » (voir la liste des auteurs).